# Arfa Karim
Arfa Karim Randhawa (ourdou : ارفع کریم رندھاوا), née le 2 février 1995 et morte le 14 janvier 2012 à Lahore, est une enfant prodige pakistanaise dans le domaine de l'informatique.
En 2004, à l'âge de neuf ans, elle est la plus jeune personne au monde à obtenir une certification professionnelle Microsoft Certified Professional. Protégée de Bill Gates, elle est invitée par celui-ci à visiter le siège social de Microsoft à Seattle en 2005, avant de travailler pour le géant américain.
Elle meurt d'un arrêt cardiaque consécutif à une crise d'épilepsie. Un parc scientifique à Lahore au Pakistan, porte son nom.